# Väster-Svan
Väster-Svan är en sjö i Säffle kommun i Värmland och ingår i Göta älvs huvudavrinningsområde. Sjön är 20,1 meter djup, har en yta på 2,11 kvadratkilometer och befinner sig 91 meter över havet. Sjön avvattnas av vattendraget Lillälven (Börkusälven).
Mitt i sjön går landskapsgränsen mellan Dalsland och Värmland och sjöns största ö, Källtegsön, ligger på Dalboredden, det vill säga i den del av Värmlands län som ligger i Dalsland.

## Delavrinningsområde
Väster-Svan ingår i delavrinningsområde (656942-131091) som SMHI kallar för Utloppet av Väster-Svan. Medelhöjden är 162 meter över havet och ytan är 20,98 kvadratkilometer. Räknas de 14 avrinningsområdena uppströms in blir den ackumulerade arean 162,97 kvadratkilometer. Lillälven (Börkusälven) som avvattnar avrinningsområdet har biflödesordning 3, vilket innebär att vattnet flödar genom totalt 3 vattendrag innan det når havet efter 255 kilometer. Avrinningsområdet består mestadels av skog (76 procent). Avrinningsområdet har 2,11 kvadratkilometer vattenytor vilket ger det en sjöprocent på 10 procent.